# Roxana Dumitrescu
Pour les articles homonymes, voir Dumitrescu.
Roxana Daniela Dumitrescu est une fleurettiste roumaine née le 27 juin 1967 à Urziceni.

## Carrière
Roxana Dumitrescu remporte la médaille de bronze dans l'épreuve de fleuret par équipe des Jeux olympiques d'été de 1992 à Barcelone avec Reka Zsofia Lazăr-Szabo, Elisabeta Guzganu-Tufan, Laura Badea et Claudia Grigorescu.